# Tag der ukrainischen Staatlichkeit

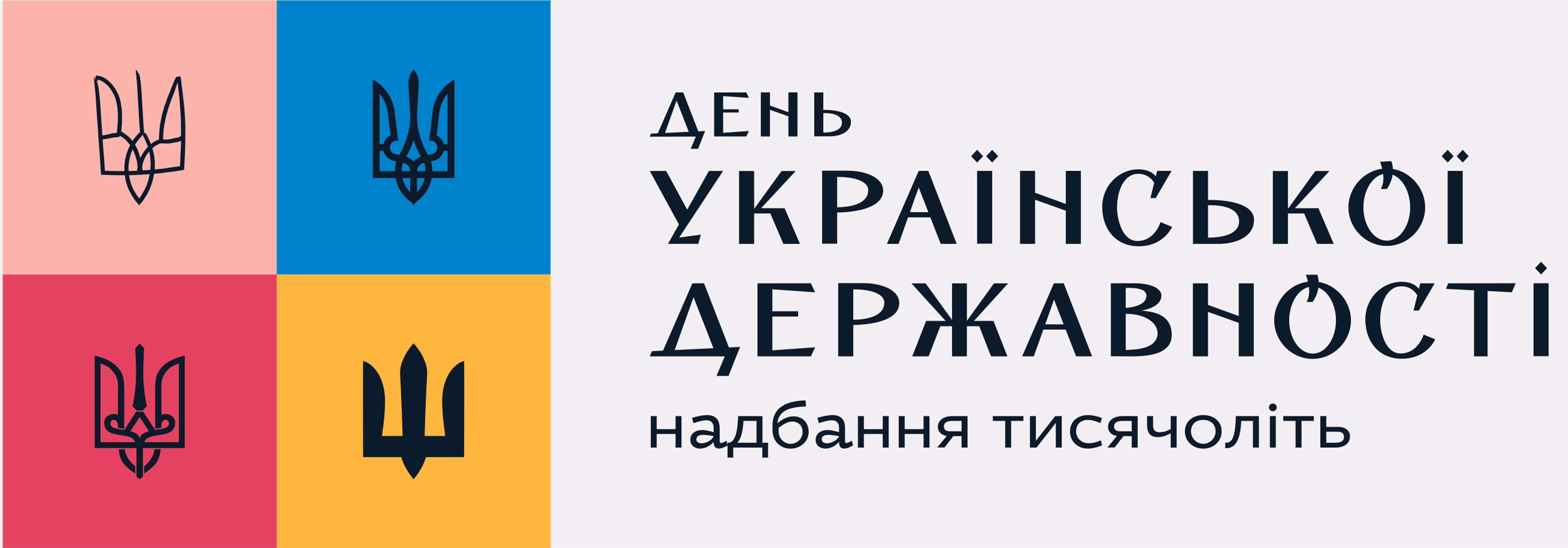
Vom Ministerium für Kultur und Informationspolitik der Ukraine veröffentlichtes Logo des Feiertags

Der Tag der ukrainischen Staatlichkeit (ukrainisch День Української Державності) ist ein Nationalfeiertag, der in der Ukraine in den Jahren 2022 und 2023 am 28. Juli begangen wurde und ab 2024 am 15. Juli begangen wird.

## Vorgeschichte

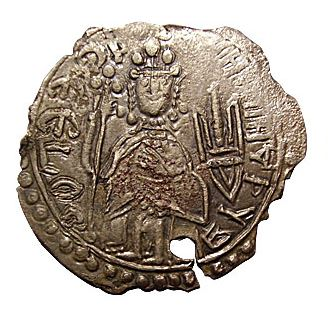
Münze aus der Zeit der Kiewer Rus mit der Abbildung Fürst Wladimirs I. und dem Trysub auf der rechten Seite

Ein als Tag der Taufe der Kiewer Rus-Ukraine bekannter Feiertag wurde 2008 vom damaligen Präsidenten der Ukraine, Wiktor Juschtschenko, offiziell eingeführt. Er erließ ein Dekret zur Feier dieses Anlasses am 28. Juli, der mit der Feier des 1020. Jahrestags der Taufe der Kiewer Rus zusammenfällt. Das gewählte Datum hat eine besondere Bedeutung, da es auch mit dem religiösen Gedenktag des apostelgleichen Fürsten der Kiewer Rus Wladimir I. zusammenfällt, der das Land im Jahr 988 zum Christentum bekehrte.
Am 24. August 2021, dem 30. Unabhängigkeitstag der Ukraine, schlug Wolodymyr Selenskyj bei einer Rede auf dem Majdan Nesaleschnosti die Einführung des Tags der ukrainischen Staatlichkeit vor und erließ umgehend ein entsprechendes Dekret. Mit diesem Dekret sollte eine jährliche Feier am 28. Juli eingeführt werden, die mit dem Tag der Taufe der Kiewer Rus und der Gedenkfeier für Wladimir I. zusammenfallen sollte. Selenskyj betonte, dass die ukrainische Staatlichkeit ihre Wurzeln in „der Gründung der Stadt Kiew und der Blütezeit des Staates während der Zeit des Kiewer Fürsten Wladimir des Großen“ habe. Selenskyj stützt sich auf die nationale Geschichtsschreibung der Ukraine und erhebt den Anspruch, dass das Vermächtnis der Kiewer Rus vom Fürstentum Galizien-Wolhynien, vom Hetmanat, von der Ukrainischen Volksrepublik, der Westukrainischen Volksrepublik, der Karpatenukraine und der modernen Ukraine geerbt wurde. Mehrere Merkmale der modernen Ukraine stammen aus der mittelalterlichen Kiewer Rus, wie der Trysub, das Wappen des Landes, der Name „Hrywnja“ für die offizielle Währungseinheit, die Einführung des Christentums, der am weitesten verbreiteten Religion in der Ukraine, der Name „Ukraine“, der erstmals in einem Dokument aus dem Jahr 1187 in der Hypatiuschronik erwähnt wurde, und die Stadt Kiew, die das politische und kulturelle Zentrum der Kiewer Rus war und das politische und kulturelle Zentrum der Ukraine ist.

„Nachkommen der Gründer. Nachkommen der Täufer. Aus einer tapferen Linie. Einer weisen Linie. Einer Kosakenlinie. Wir sind weder Waisen noch Neuankömmlinge. Wir sind Nachkommen eines mächtigen Landes, das das Zentrum Europas war. Hier begann die Orthodoxie, und hier nahm die altslawische Sprache ihren Ursprung, aus der die moderne ukrainische Sprache hervorging. Hier begann unsere Staatlichkeit. Wir werden die Geburt unserer Staatlichkeit am Tag der Blüte unseres Staates feiern – am Tag der Taufe der Kiewer Rus-Ukraine.“

## Entwicklung des Feiertags
Am 24. August 2021 hielt Selenskyj eine separate Rede vor der Werchowna Rada, in der er die Abgeordneten aufforderte, den Tag der ukrainischen Staatlichkeit zu einem gesetzlichen Feiertag zu machen. Zu diesem Zweck wurde ein spezieller Gesetzentwurf (Nr. 5864) eingebracht. Das Gesetz wurde am 31. Mai 2022 verabschiedet. Das neue Gesetz änderte Artikel 73 des Arbeitsgesetzbuches der Ukraine und fügte einen neuen Absatz hinzu, der den 28. Juli als Tag der ukrainischen Staatlichkeit zum gesetzlichen Feiertag erklärte. Das Gesetz trat am 9. Juni 2022 in Kraft.
Wladimir I. ist auch in Russland von zentraler Bedeutung für die nationale Identität. Der russische Außenminister Sergei Lawrow warf der Ukraine vor, den Tag der Taufe der Rus „privatisiert“ zu haben. Der ukrainische Außenminister Dmytro Kuleba antwortete darauf: „Wir müssen nichts privatisieren, denn wir leben seit 1000 Jahren auf unserem Land und werden dort bleiben. Ihr seit es, die in ein fremdes Land kommt und versucht, es euch anzueignen, ihr versucht, euch eine fremde Geschichte, fremde Gerichte, eine fremde Kultur anzueignen.“

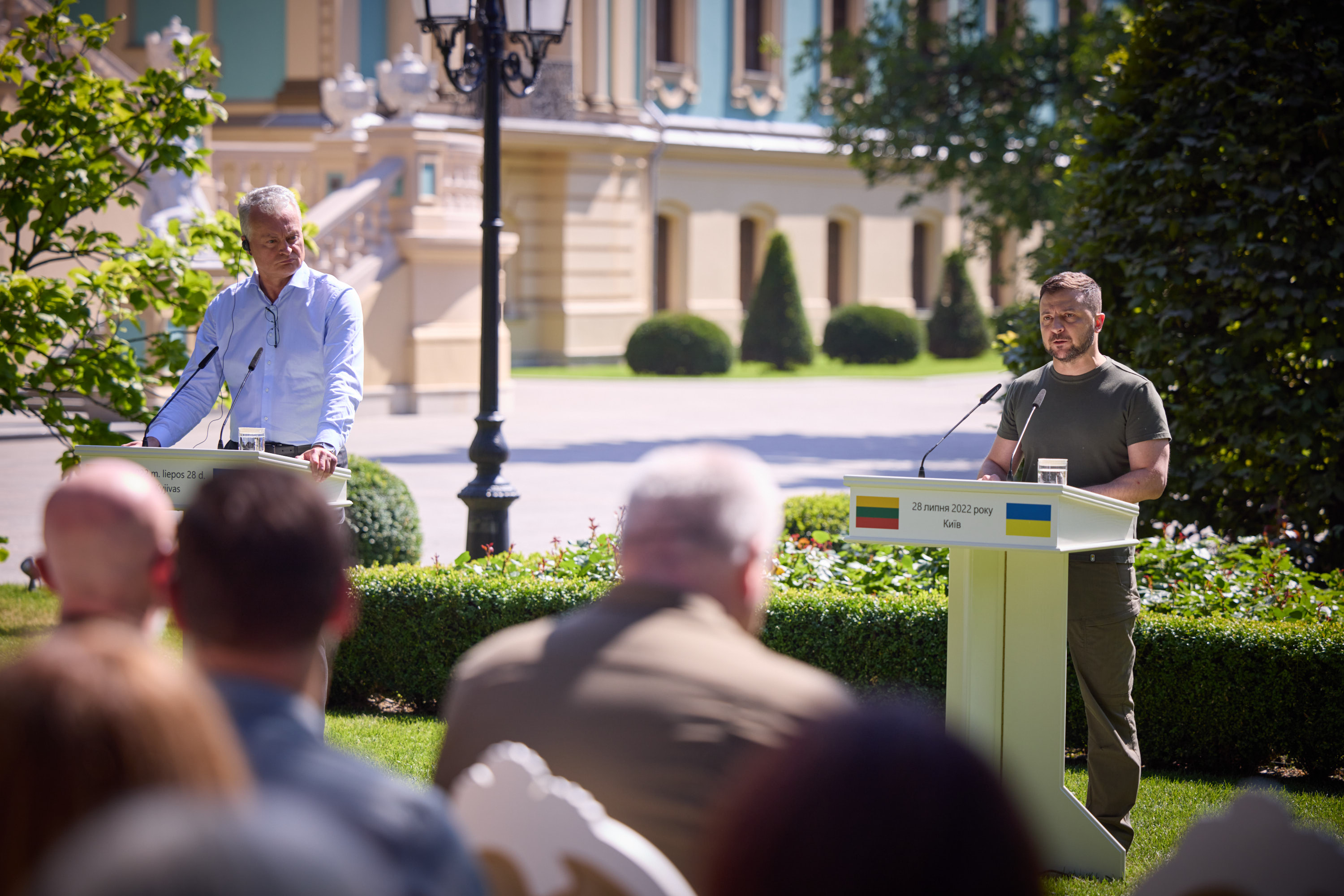
Die Präsidenten Gitanas Nausėda und Wolodymyr Selenskyj vor dem Marienpalast (28. Juli 2022)

Der erste Tag der ukrainischen Staatlichkeit wurde am 28. Juli 2022 begangen. Eine Kreativagentur entwarf im Auftrag des Ministeriums für Kultur und Informationspolitik der Ukraine das Logo des Feiertags, auf dem mehrere Trysubs abgebildet sind. Der Zweck davon sei, den „Mythos“ zu zerstören, dass die Ukraine ein junger Staat sei, da das Wappen vom Stammzeichen der Rurikiden abstammt, das auch das Zeichen von Wladimir I. war und dies ein Beweis der tausendjährigen ukrainischen Geschichte sei. Aufgrund des Überfalls wurde der Feiertag nur mit bescheidenen Feierlichkeiten begangen. An Denkmälern wurden Blumen niedergelegt, die Flagge der Ukraine gehisst und zwischen Freunden und Nachbarn wurden Worte der Unterstützung und Ermutigung ausgetauscht. Selenskyj hielt auf der Sitzung der Werchowna Rada anlässlich des Tages der ukrainischen Staatlichkeit eine Rede. Roberta Metsola nahm per Videokonferenz ebenfalls an der Sitzung teil. Gitanas Nausėda traf sich im Marienpalast mit Selenskyj. Am selben Tag startete Russland eine Reihe von Raketenangriffen auf die Oblaste Kiew, Tschernihiw und Charkiw, insbesondere vom Territorium von Belarus aus.
2023 nahmen die Orthodoxe Kirche der Ukraine und die Ukrainische griechisch-katholische Kirche eine Änderung vor, indem sie den neujulianischen Kalender anstelle des julianischen Kalenders der russischen Kirche übernahmen. Diese Änderung bedeutet, dass der 15. Juli nun dem 28. Juli im julianischen Kalender entspricht. Die ukrainische Regierung hat einem Gesetzentwurf zugestimmt, wonach der Tag der ukrainischen Staatlichkeit nun am 15. Juli statt am 28. Juli begangen wird. Die Werchowna Rada billigte diesen Beschluss am 14. Juli 2023 als Teil des Gesetzentwurfs, der auch die Daten von Weihnachten und des Tags der Verteidiger und Verteidigerinnen der Ukraine änderte und ab 2024 gültig ist. Die treibende Kraft hinter dieser Entscheidung war Selenskyj. In der Erläuterung zu seinem Gesetzesentwurf betonte er die Absicht, „das russische Erbe aufzugeben“ und den Versuchen Russlands entgegenzutreten, der Ukraine entsprechende Daten aufzuerlegen.
Am 28. Juli 2023 hielt Selenskyj vor dem St. Michaelskloster eine Rede und verlieh ukrainischen Militärangehörigen Auszeichnungen. Außerdem fand eine Schweigeminute für die im Krieg Verstorbenen statt. An der Veranstaltung nahmen außerdem Walerij Saluschnyj, Ruslan Stefantschuk, Denys Schmyhal, Oleksij Resnikow, Ihor Klymenko, Kyrylo Budanow, Oleksij Danilow und Andrij Jermak teil. Charles Michel und Roberta Metsola gratulierten zum Tag der ukrainischen Staatlichkeit und betonten die Solidarität und Unterstützung für die Ukraine.